# Jacopo da Treviglio
Jacopo da Treviglio  est un peintre italien du XVe siècle.

## Biographie
Peintre de la Première Renaissance, Jacopo da Treviglio est le père de Bernardino Butinone.